# Shinaryen
Tania Shinaryen (4 de mayo de 1998, Tallinn, Estonia), conocida artísticamente solo como Shinaryen, es una actriz pornográfica y modelo erótica estonia que ha realizado trabajos para distintas productoras como Life Selector, Reality Kings, pero principalmente, en Pornhub.

## Carrera
Shinaryen comenzó su carrera en el mundo del entretenimiento para adultos a través de su cuenta en Pornhub, donde comenzó a subir videos sola o acompañada de su novio Alex. En 2020, ambos serían contratados por primera vez para participar en una producción profesional, por parte de la compañía Lustery. Ese mismo año, y al año siguiente, Shinaryen trabajaría en diversas producciones para la distribuidora Legal Porno, nuevamente en solitario o acompañada de Alex. En 2021, comenzó a participar en varios proyectos de pornografía interactiva, de la mano de la productora Life Selector, los cuales continúan produciéndose hasta la fecha. En 2023 también participó en una producción distribuida por la popular compañía Reality Kings.
Shinaryen continúa subiendo contenido de manera independiente a través de sus cuentas verificadas de Pornhub, OnlyFans y Fansly. Además, ha entrado en el Top 100 de actrices más vistas mensualmente en Pornhub en reiteradas ocasiones.
A través de su cuenta de OnlyFans, Shinaryen se ha declarado a sí misma amante de los videojuegos, y esto se confirma al ver que a través de X ella sigue las cuentas oficiales de distintos RPG como Diablo y Throne and Liberty, así como la cuenta de Larian Studios, creadores de Baldur's Gate 3.